# Johann August Muttray
Johann August Muttray (* 29. August 1808 in Memel; † 26. Februar 1872 ebenda) war ein preußischer Mediziner und Arzt. Er war von Mai bis Juli 1848 Mitglied der Frankfurter Nationalversammlung.

## Leben

### Familie
Johann August Muttray entstammte einer alteingessenen Familie aus Memel in Ostpreußen. Sein Vater Wilhelm Muttray (* 14. März 1776 in Memel; † 7. März 1839 ebenda) war Großkaufmann und erhielt den Titel eines königlich preußischen Kommerzienrates. Er heiratete am 27. Juli 1800 in Memel Beate Philippine Gruenhagen (* 11. Juli 1776 in Memel; † 22. Mai 1825 ebenda), die Mutter von Johann August. Er war eines von neun Kindern des Paares. Sein Neffe war der Baurat und Wasserbaudirektor Wilhelm Muttray.

### Beruflicher Werdegang
Johann August besuchte das Collegium Fridericianum in Königsberg, das er 1827 erfolgreich mit dem Abitur abschließen konnte. Noch im gleichen Jahr wurde er an der medizinischen Fakultät der Albertina in Königsberg immatrikuliert. Im Sommer 1844 konnte er an der 300-Jahr-Feier der Universität teilnehmen, sein Name erscheint im Gedenkbuch der Albertina. Nach bestandenem Studium und der Promotion zum Dr. med. ließ er sich als Arzt im Memel nieder.
In Memel gehörte er zu den Mitinitiatoren einer Kleinkinderbewahranstalt, die 1840 eröffnet wurde. Muttray, der sich schön früh politisch engagierte, gehörte auch zu den Mitgliedern des am 14. Mai 1848 gegründeten Konstitutionellen Vereins in seiner Heimatstadt. Von Mai bis November 1848 übernahm er den Vorsitz des Vereins.
Im Wahlbezirk 1, er bestand aus den Landkreisen Memel und Heydekrug, wurde Muttray als Kandidat für das Abgeordnetenamt in der Frankfurter Nationalversammlung aufgestellt. Bei der Wahl am 10. Mai 1848 wurde er von den Wahlmännern bestätigt. Zu seinem Stellvertreter wurde der Oberlandesgerichtsassessor Leonhard Presting bestellt. Auf der Reise von Ostpreußen nach Frankfurt am Main begleiteten ihn Anton von Wegnern und Ernst von Saucken, ebenfalls gewählte Parlamentarier. In einer Sitzung in der Frankfurter Paulskirche am 31. Mai 1848 wurde der Abgeordnete Muttray von Memel als legitimiertes Mitglied der Nationalversammlung anerkannt. Im Parlament fiel Muttray weder als Redner noch als Antragsteller auf. Am 29. Juni 1848 war der Erzherzog Johann von Österreich von der Versammlung zum Reichsverweser gewählt worden, auch Muttray stimmte für ihn. Als einziger Ostpreuße gehörte er mit 50 weiteren Abgeordneten zur Delegation, die den Erzherzog feierlich das Geleit von seiner Wohnung in Frankfurt zur Paulskirche gab. Am 15. Juli 1848 nahm er noch an einer Sitzung in der Paulskirche teil, danach fehlte er unentschuldigt. Der Präsident der Nationalversammlung hatte Muttrays Stellvertreter Presting aufgefordert, dessen Platz einzunehmen.
Muttray praktizierte weiter als niedergelassener Arzt in Memel. Er starb am 26. Februar 1872, im Alter von 63 Jahren, in seiner Heimatstadt.

### Ehe und Nachkommen
Johann August Muttray heiratete in Memel am 10. April 1835 Marie Charlotte Simpson (* 17. November 1815 in Memel; † 18. September 1897 ebenda). Sie hatten fünf Kinder, zwei Söhne und drei Töchter. Der Sohn Alfred Muttray wirkte als Geheimer Baurat und Kreis-Bauinspektor in Danzig.